# Lord Rockingham’s XI
Lord Rockingham’s XI war eine britische Band, die Ende der 1950er Jahre speziell in ihrer Heimat durch die Fernsehshow „Oh Boy!“ bekannt wurde. Der vom Schotten Harry Robinson geleiteten Kapelle gelang 1958 ein Überraschungs-Nummer-eins-Hit mit der Novelty-Single „Hoots Mon“.

## Bandgeschichte

### Oh Boy! Eine Band
„Lord Rockingham’s Elf“ waren eigentlich 13 Musiker, inklusive Bandleader Robinson und der Südafrikanerin Cherry Wainer an der Hammond-Orgel. Die Kapelle war zusammengestellt worden, um als Hausband in „Oh Boy!“ zu spielen, einer von Jack Good entwickelten Rock-’n’-Roll-Musikshow für den unabhängigen britischen Fernsehsender ITV.
Good hatte Robinson mit der Auswahl betraut. Der entschied über die Besetzung: zwei Tenorsaxophone, zwei Altsaxophone, drei Gitarren, Kontrabass, Klavier, Orgel, Percussion und Schlagzeug. Die Musik von Lord Rockingham’s XI war also Saxophon-betont; ein bekannter Jazz-Saxophonist, Benny Green (vorher bei Ronnie Scott), spielte in der Band, ebenso wie Red Price (Tenorsaxophon), der bereits in der Ted Heath Band gespielt hatte. Diese Kapelle begleitete in der TV-Show Stars wie Marty Wilde, Billy Fury oder Cliff Richard.

### Hoots Mon! Ein Hit
1958 nahmen Lord Rockingham’s XI in den Decca Studios in West Hampstead einen Rock-’n’-Roll-Song auf, den Harry Robinson geschrieben hatte, eine Adaption des schottischen Volksliedes „One Hundred Pipers“. Der Song war ein eingängiges Instrumentalstück, auf dem allerdings ein paar Worte in pseudo-schottischem Dialekt gesprochen wurden: Der Titel sowie „There’s a moose loose aboot this hoose“ (deutsch etwa: „In diesem Haus ist eine Maus“) und „It’s a braw, bricht, moonlicht nicht“ („Es ist eine helle Mondlicht-Nacht“). Ein Ohrwurm war geboren – die Single verkaufte sich mehr als 500.000-mal, und ab dem 28. November 1958 war sie drei Wochen lang Nummer eins in den britischen Charts. Trotz des Erfolges brachte „Hoots Mon“ den Musikern keine Reichtümer: sie erhielten nur die vorher vertraglich festgelegten sechs britischen Pfund.
Im Februar 1959 kam allerdings die nächste Single („Wee Tom“) nur noch auf Platz 16, und damit war die Hitparadenpräsenz von Lord Rockingham’s XI beendet. Sie hatten noch einen Auftritt in dem Film Latin Quarter, doch kurz darauf wurde auch die Fernsehsendung Oh Boy! abgesetzt.

### Good Lord! (K)ein Ende
Während der Zeit von Oh Boy! setzten die meisten Fans Harry Robinson mit Lord Rockingham gleich. Der Name war aber von Good und Robinson erfunden (ein Wortspiel mit dem Ausdruck „rocking 'em“, etwa „ihnen den Rock('n'Roll) spielen“). Nach Ende der Show gab es Streit um den Namen; Good behielt die Fernseh- und Aufnahmerechte, Robinson durfte ihn weiter für Bühnenauftritte verwenden.
Mit einer anderen Besetzung versuchte Robinson, die Band während des Twist-Booms drei Jahre später (1962) wieder zu beleben, aber ohne Erfolg. 1968 nahm er mit wiederum anderen Musikern eine LP mit Neuaufnahmen der Hits von Lord Rockingham’s XI und Coverversionen von aktuellen Hits wie „Lady Madonna“ oder „Baby Come Back“ auf. 1993 wurde die Originalversion von „Hoots Mon“ in Großbritannien wiederveröffentlicht und erreichte noch einmal Platz 60 in den Charts.

## Besetzung (1958)
- Harry Robinson – Orchesterleiter
- Ronnie Black – Kontrabass
- Eric Ford – Gitarre
- Ian Frazer – Klavier
- Benny Green – Altsaxophon
- Rex Morris – Tenorsaxophon
- Ken Packwood – Gitarre
- Red Price – Tenorsaxophon
- Cyril Reubens – Altsaxophon
- Don Storer – Schlagzeug
- Bernie Taylor – Gitarre
- Cherry Wainer – Orgel
- Reg Weller – Percussion

## Diskografie

### Singles und EPs
- 1958 Fried Onions / The Squelch
- 1958 Oh Boy! (EP)
- 1958 Hoots Mon / Blue Train (UK-Charts #1/1958 und #60/1993)
- 1959 Wee Tom / Lady Rockingham, I Presume (UK-Charts #16)
- 1959 Ra-Ra-Rockingham / Farewell to Rockingham
- 1962 Newcastle Twist / Rockingham Twist

### Alben
- The Return of Lord Rockingham (1968)
- Jack Good Presents Lord Rockingham’s XI from „Oh Boy!“ (Greatest Hits und mehr)

### Cherry Wainer solo
- 1959 Presenting Cherry Wainer (EP)